# Downham Town F.C.
Downham Town F.C. là một câu lạc bộ bóng đá Anh đến từ Downham Market, Norfolk. Hiện tại đội bóng đang thi đấu ở Division One của Eastern Counties League trên sân nhà Memorial Field.
Câu lạc bộ là thành viên của Norfolk County FA.

## Lịch sử
Câu lạc bộ được thành lập năm 1881, ban đầu có biệt danh The Saints. Đầu tiên đội bóng chơi ở giải trẻ ở vùng Kings Lynn, trước khi gia nhập Peterborough and District League. Năm 1949 câu lạc bộ lên thi đấu chuyên nghiệp sau khi được chọn vào hạng Premier Division. Năm 1962 họ vô địch Peterborough Senior Cup, rồi tiếp tục bảo vệ thành công năm sau đó, và cũng vô địch ở giải đấu. Năm 1964 đội bóng vô địch Norfolk Senior Cup, cũng giành lại 2 năm sau đó. Ngoài ra còn những chức vô địch Peterborough Senior Cup ở các năm 1967, 1972 và 1987, và vô địch giải đấu ở các mùa giải 1973–74, 1978–79, 1986–87 và 1987–88. Theo sau các danh hiệu đạt được ở năm 1987 và 1988, đội bóng trở thành thành viên sáng lập của hạng đấu Division One trong Eastern Counties League năm 1988, và vẫn còn thi đấu cho đến hiện tại. Vị thứ cao nhất họ đạt được là thứ 3 ở mùa giải 1998–99.
Đội bóng bắt đầu tham dự FA Vase năm 1979, vào đến Vòng 3 mùa giải 1986–87, là thành tích tốt nhất trong giải đấu cho đến hiện tại.

## Danh hiệu
- Norfolk Senior Cup
  - Vô địch 1964, 1966
- Norfolk Primary Cup
  - Vô địch 1991
- Peterborough & District League
  - Vô địch 1962–63, 1973–74, 1978–79, 1986–87, 1987–88
- Peterborough Senior Cup
  - Vô địch 1962, 1963, 1967, 1972, 1987
- Isle of Ely Challenge Cup
  - Vô địch 1986, 1988
- Harry Overland Cup
  - Vô địch 1997, 1999
- West Norfolk Cup
  - Vô địch 1988
- Bill Knott Trophy
  - Vô địch 1990, 1992
- Anglian Combination
  - Vô địch Division Four 1996–97 (đội dự bị)

## Records
- Số khán giả đến cổ vũ: 1,500 với Norwich City, 1948–49